# Клуж-Напока
Клуж-Напо́ка (рум. Cluj-Napoca слушатьо файле [ˈkluʒ naˈpoka]), до 1974 года — Клуж, также Коложвар (венг. Kolozsvár [ˈkoloʒvaːr]), Клаузенбург (нем. Klausenburg) — город на северо-западе Румынии (второй по размеру город страны после столицы), административный центр жудеца (уезда) Клуж. Неофициальная столица Трансильвании.

## История

### Древность
После завоевания Дакии в начале II века Римской империей император Траян основал базу римского легиона, известную как Напока, которая стала одним из основных центров романизации автохтонного дакийского населения Римской Дакии. Во время Великого переселения народов Напока была разрушена, однако в окрестностях города сохранились остатки романоязычной культуры.

### Средние века

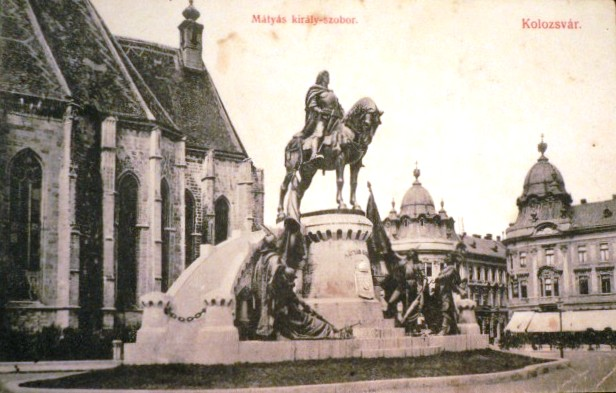
Памятник королю Венгрии Матьяшу I в г. Коложваре (ныне Клуж-Напока).
1900 год

В VI—X веках романоязычные валахи интенсивно контактировали с мигрировавшими славянскими племенами, а после XII века ядро романоязычной Дакии (Трансильвания) было надолго покорено венграми. Город получил название Клуж, до этого носил также и венгерское название Коложвар.
Регион был завоёван венграми и вошёл в состав Королевства Венгрии. Король Иштван V оказал поддержку трансильванским саксам в создании колонии рядом с руинами римской Напоки. В 1270 году Клуж получил статус города и начал быстро расти.

### Новое время

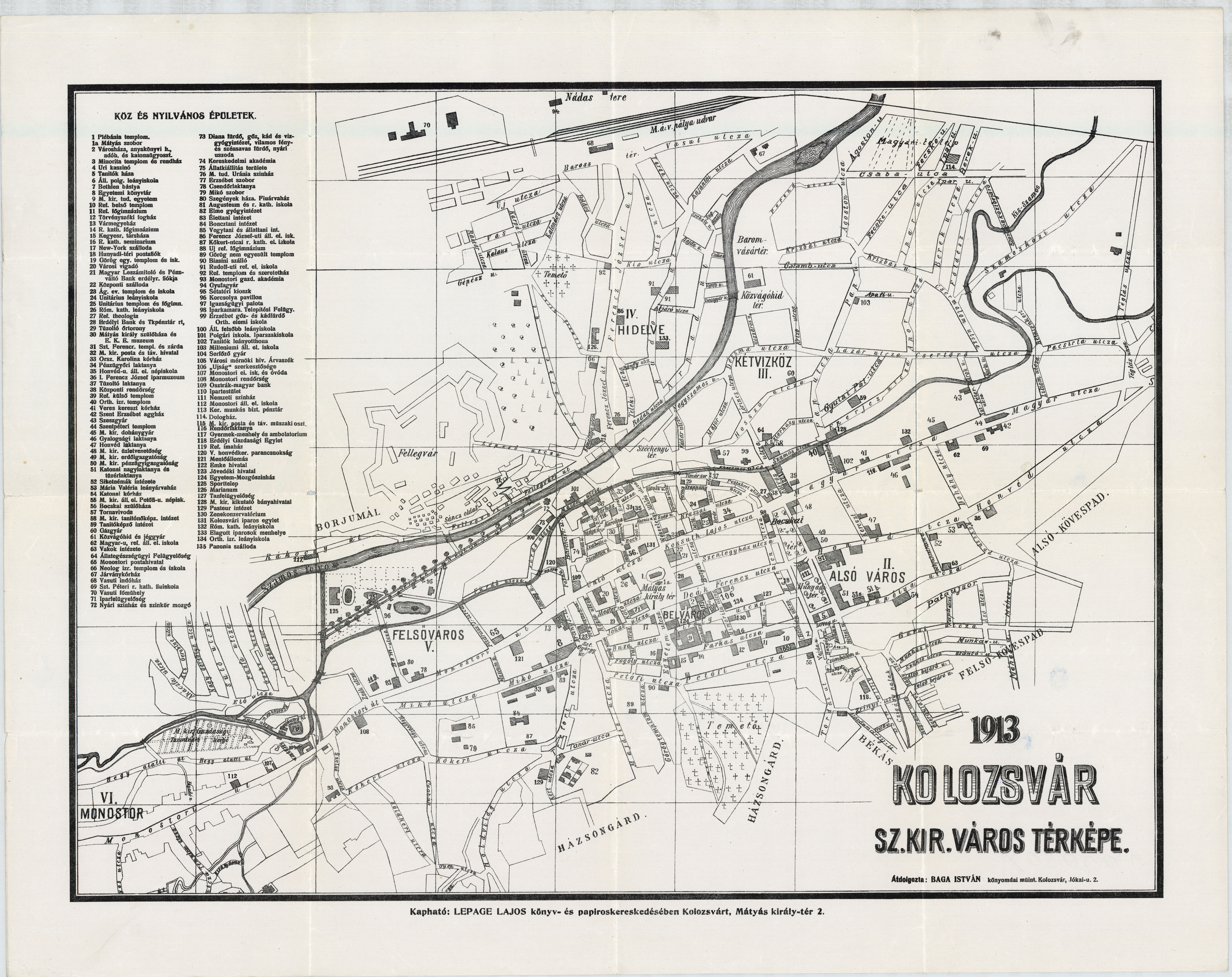
План города Клуж-Напока, 1913 г.

В XIX — начале XX века город превратился в важнейший центр мадьяризации. Доля венгров в нём достигла 81,6 % (51 192 человека) к 1910 году. Румынская верхушка подверглась мадьяризации ещё в Средние века, а основная масса сохранившегося в округе румынского населения занимала в нём крайне низкие социальные ступени.
В составе Австро-Венгрии имел немецкое название Клаузенбург.

### Новейшая история
В 1918 году город перешёл под управление Румынии, началась политика румынизации, а румынские венгры оказались в положении национального меньшинства. В 1940—1944 годах город вновь перешёл к Венгрии, в границах так называемой венгерской Северной Трансильвании, в нём вновь начались антирумынские выступления. Доля венгров в нём достигла 85,7 % (98 502 чел.) к 1941 году. Окончательно румынским город стал после 1945 года. Доля венгров в нём значительно сократилась, хотя они по-прежнему остаются основным меньшинством города.
Своё историческое римское название город получил вновь лишь при Чаушеску в 1970-х годах, по-прежнему часто употребляется двойное название Клуж-Напока.

## Население
По состоянию на 2022 год, население города составляет 318 045 жителей. Национальный состав:
- румыны — 247 548 человек (80,07 %);
- венгры — 49 375 человек (15,97 %);
- цыгане — 3274 человека (1,05 %);
- немцы — 520 человек (0,16 %);
- евреи — 152 человека (0,05 %);
- украинцы — 130 человек (0,04 %).

## География
Клуж расположен в долине реки Сомешул-Мик.

### Климат
| Показатель                           | Янв. | Фев. | Март | Апр. | Май  | Июнь | Июль | Авг. | Сен. | Окт. | Нояб. | Дек. | Год  |
| ------------------------------------ | ---- | ---- | ---- | ---- | ---- | ---- | ---- | ---- | ---- | ---- | ----- | ---- | ---- |
| Абсолютный максимум, °C              | 11   | 16   | 26   | 27   | 31   | 32   | 37   | 32   | 31   | 26   | 18    | 21   | 37   |
| Средний суточный максимум, °C        | 0,3  | 3,2  | 9,9  | 15,0 | 20,3 | 22,6 | 24,5 | 24,3 | 20,7 | 14,6 | 6,3   | 1,8  | 13,6 |
| Средняя температура, °C              | −3,4 | −1,2 | 4,1  | 9,0  | 14,2 | 16,6 | 18,2 | 17,8 | 14,1 | 8,5  | 2,4   | −1,5 | 8,2  |
| Средний суточный минимум, °C         | −6,5 | −4,7 | −0,6 | 3,9  | 8,6  | 11,3 | 12,7 | 12,2 | 8,9  | 3,8  | −0,7  | −4,2 | 3,7  |
| Абсолютный минимум, °C               | −25  | −21  | −16  | −7   | −2   | 2    | 6    | 5    | −2   | −7   | −17   | −18  | −25  |
| Норма осадков, мм                    | 24   | 20   | 22   | 48   | 69   | 95   | 81   | 60   | 36   | 31   | 30    | 32   | 548  |
| Источник: World Climate, Weatherbase |      |      |      |      |      |      |      |      |      |      |       |      |      |

## Достопримечательности
- Лютеранская церковь
- лес Хойя к западу от города
- Церковь Святого Михаила (Клуж-Напока)

## Города-побратимы
- Афины (греч. Αθήνα, англ. Athinai), Греция
- Беэр-Шева (ивр. באר שבע‎), Израиль
- Дижон (фр. Dijon), Франция
- Загреб (хорв. Zagreb), Хорватия
- Ист-Лансинг[англ.] (англ. East Lansing), шт. Мичиган, США
- Караганда (каз. Қарағанды), Казахстан[12]
- Кёльн (нем. Köln), Германия
- Колумбия (англ. Columbia), Южная Каролина, США
- Корча (алб. Korçë), Албания
- Макати (англ. Makati), Филиппины
- Нант (фр. Nantes), Франция
- Печ (венг. Pécs), Венгрия
- Рокфорд (англ. Rockford), Иллинойс, США
- Сан-Паулу (порт. São Paulo), Бразилия
- Сувон (кор. 수원시, 水原市), Южная Корея
- Каракас исп. Caracas, Венесуэла
- Чакао[англ.] (исп. Chacao), Венесуэла
- Червия (итал. Cervia), Италия
- Чжэнчжоу (кит. трад. 鄭州, упр. 郑州, пиньинь Zhèngzhōu), Китай